# スラウ
スラウ (英: Slough) は、イギリスバークシャーにあるバラかつ単一自治体である。ロンドン中心部から西へ約32kmに位置している。ロンドン郊外でも最も多種多様な民族の住むエリアである。

## 歴史
スラウは1196年に Slo の名前で初めて文献に登場した。1336年には Sloo や Le Slowe で、1437年には Slowe や Slow という名前で文献に登場している。最初はアップトンとシャルヴェイの間の集落だった。13世紀には、ヘンリー3世がチッペナムに宮殿を所有していた。アップトン裁判所の一部は1325年に建てられ、ラングレーの聖母メアリー教会はおそらく11世紀末か12世紀初頭に建てられたと思われ、何度も再建、拡張されたものと思われている。

## 出身人物
- ジョン・ハーシェル - 天文学者、数学者

## スポーツ

### モータースポーツ
- HRC（ホンダ・レーシング） - ホンダのオートバイレースチーム。1981-1982年に当地に拠点を置きロードレース世界選手権に参戦した。1983年からベルギーに拠点を移した。
- スピリット・レーシング - 上記HRCから引き継ぎ、当地に本拠地を置く。F1世界選手権に参戦（1983-1985）。